# Nederweert

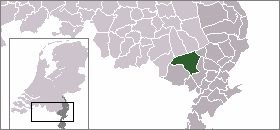
Nederweerts läge

Nederweert är en kommun i provinsen Limburg i Nederländerna. Kommunens totala area är 101,79 km² (där 1,51 km² är vatten) och invånarantalet är på 16 268 invånare (2005).